# Madagaskar-Mausohr

Verbreitungsgebiet des Madagaskar-Mausohrs

Das Madagaskar-Mausohr (Myotis goudoti) ist ein auf fast ganz Madagaskar endemisches Fledertier in der Gattung der Mausohren. Der Artzusatz im wissenschaftlichen Namen ehrt den französischen Tiersammler Jules Prosper Goudot, der unter anderem erstmalig Fragmente von Eiern der ausgestorbenen Elefantenvögel zur wissenschaftlichen Untersuchung weiterleitete.

## Merkmale
Die Art ist mit einer Gesamtlänge von 90 bis 100 mm, einer Unterarmlänge von 37 bis 40 mm und einem Gewicht von 5 bis 6 g ein kleiner Gattungsvertreter. Typisch ist dichtes und weiches Fell, das oberseits eine dunkelbraune oder rotbraune Färbung hat. Die Unterseite ist heller graubraun und der Tragus im Ohr ist länger als das halbe Ohr. Kennzeichnend für den Kopf sind eine abgeflachte Stirn, eine kurze Schnauze und runde Ohren.

## Verbreitung
Das Madagaskar-Mausohr lebt hauptsächlich im Flach- und Hügelland von Madagaskar bis 800 Meter Höhe. Gelegentlich werden Gebirge und Hochebenen bis 1600 Meter Höhe besucht. Als Habitat dienen unter anderem Wälder und Kulturlandschaften. Wichtiger ist das Vorhandensein von Tagesverstecken, obwohl zumindest Baumgruppen existieren sollten.

## Lebensweise
Diese Fledermaus ruht in Höhlen und Felsspalten. Meist bilden sich im Versteck kleinere Gruppen. Selten treten Kolonien mit bis zu 1000 Mitgliedern auf. Es sind gemischte Kolonien mit Langflügelfledermäusen (Miniopterus) bekannt. Das Madagaskar-Mausohr beginnt seinen Flug während der zeitigen Dämmerung. Die Jagd findet vorwiegend an Wasserläufen und in Gebieten mit Bäumen statt. Die Beute besteht aus Käfern, Nachtfaltern und anderen Schmetterlingen, die mit Ameisen, Termiten, Netzflüglern und Spinnen komplettiert werden. Die Fledermaus fällt selbst dem Fledermausadler zum Opfer.

## Gefährdung
Möglicherweise wirkt sich die Abnahme von Waldflächen regional negativ aus. Die IUCN listet die Art aufgrund einer geschätzten großen Gesamtpopulation als nicht gefährdet (least concern) und hält eine Beobachtung der Verhältnisse an den Verstecken für angebracht.